# Истмина
Истмина (исп. Istmina) — город и муниципалитет на западе Колумбии, на территории департамента Чоко. Входит в состав субрегиона Сан-Хуан.

## История
Поселение, из которого позднее вырос город, было основано 8 марта 1836 года. Муниципалитет Истмина был выделен в отдельную административную единицу в 1874 году.

## Географическое положение
Город расположен в южной части департамента, к востоку от горного хребта Баудо, на берегах реки Сан-Хуан, на расстоянии приблизительно 57 километров к югу от города Кибдо, административного центра департамента. Абсолютная высота — 55 метров над уровнем моря.
Муниципалитет Истмина граничит на севере с территориями муниципалитетов Эль-Кантон-де-Сан-Пабло, Уньон-Панамерикана и Тадо, на северо-востоке — с муниципалитетом Рио-Иро, на востоке — с муниципалитетом Медио-Сан-Хуан, на юго-востоке — с муниципалитетом Сипи, на юге — с муниципалитетом Литораль-де-Сан-Хуан, на юго-западе — с муниципалитетом Бахо-Баудо, на северо-западе — с муниципалитетом Медио-Баудо. Площадь муниципалитета составляет 2480 км².

## Население
По данным Национального административного департамента статистики Колумбии, совокупная численность населения города и муниципалитета в 2015 году составляла 25 351 человек.
Динамика численности населения муниципалитета по годам:
| 2005   | 2006   | 2007   | 2008   | 2009   | 2010   | 2011   | 2012   | 2013   | 2014   | 2015   |
| ------ | ------ | ------ | ------ | ------ | ------ | ------ | ------ | ------ | ------ | ------ |
| 23 639 | 23 770 | 23 922 | 24 085 | 24 276 | 24 459 | 24 644 | 24 824 | 25 012 | 25 183 | 25 351 |

Согласно данным переписи 2005 года мужчины составляли 47,8 % от населения Истмины, женщины — соответственно 52,2 %. В расовом отношении негры, мулаты и райсальцы составляли 91,4 % от населения города; индейцы — 4,5 %; белые и метисы — 4,1 %.
Уровень грамотности среди всего населения составлял 81,5 %.

## Экономика
63,5 % от общего числа городских и муниципальных предприятий составляют предприятия торговой сферы, 28,4 % — предприятия сферы обслуживания, 7,4 % — промышленные предприятия, 0,7 % — предприятия иных отраслей экономики.

## Транспорт
Через город проходит национальное шоссе № 13 (исп. Ruta Nacional 13).